# 瓦納 (喬治亞州)
瓦納（英語：Vanna）是位於美國喬治亞州哈特縣的一個非建制地區。該地的面積和人口皆未知。

## 地理
瓦納的座標為34°14′29″N 83°04′18″W / 34.24139°N 83.07167°W，而該地的平均海拔高度為257米（即843英尺）。